# Aeroportul Regional Devils Lake
Aeroportul Regional Devils Lake (IATA: DVL, ICAO: KDVL, FAA LID: DVL) este un aeroport din Devils Lake, Dakota de Nord, Comitatul Ramsey, Dakota de Nord, Dakota de Nord, Statele Unite ale Americii ce deservește zona Devils Lake. Aeroportul a fost tranzitat în 2019 de 13.832 de pasageri. A fost numit după zona deservită.
Situat la o altitudine de 444 m, aeroportul dispune de 2 piste.

## Infrastructură

### Piste
Aeroportul dispune de 2 piste. Pista 03/21 are suprafața de asfalt și dimensiunile 4.314 picioare × 75 picioare. Pista 13/31 are suprafața de asfalt și dimensiunile 6.401 picioare × 100 picioare. 